# Кайл Стоун
Кайл Стоун (англ. Kyle Stone; 18 октября 1963 года — 13 сентября 2018 года) — американский порноактёр
. За 14 лет своей работы в порноиндустрии он снялся во множестве фильмов. За свой огромный вклад в порноиндустрию США он был включён в 2007 году в Зал Славы AVN Awards, а также в Зал славы XRCO.

## Биография
Кайл Стоун работал в юридической фирме и в порноиндустрию попал абсолютно случайно. Он продолжал работать в юридической фирме, скрывая свою вторую профессию. Позже, когда об этом стало известно, Стоун был уволен. После этого Кайл Стоун продолжал сниматься, в основном в нон-секс ролях.
Стоун умер во сне в возрасте 54 лет 13 сентября 2018 года в Санта-Монике, штат Калифорния. Позднее было установлено, что причиной смерти является атеросклеротическое сердечно-сосудистое заболевание.

## Выборочная фильмография
- 31 Flavors (2005)
- 100 % Blowjobs 11 (2003)
- Adult Stars at Home 2 (2002)
- Barely Legal #6 (2001)
- 18 and Lost in Chicago (2001)
- Barely Legal #2 (2000)
- Bride of Double Feature (2000)
- 69th Parallel (1998)